# 西属西印度群岛

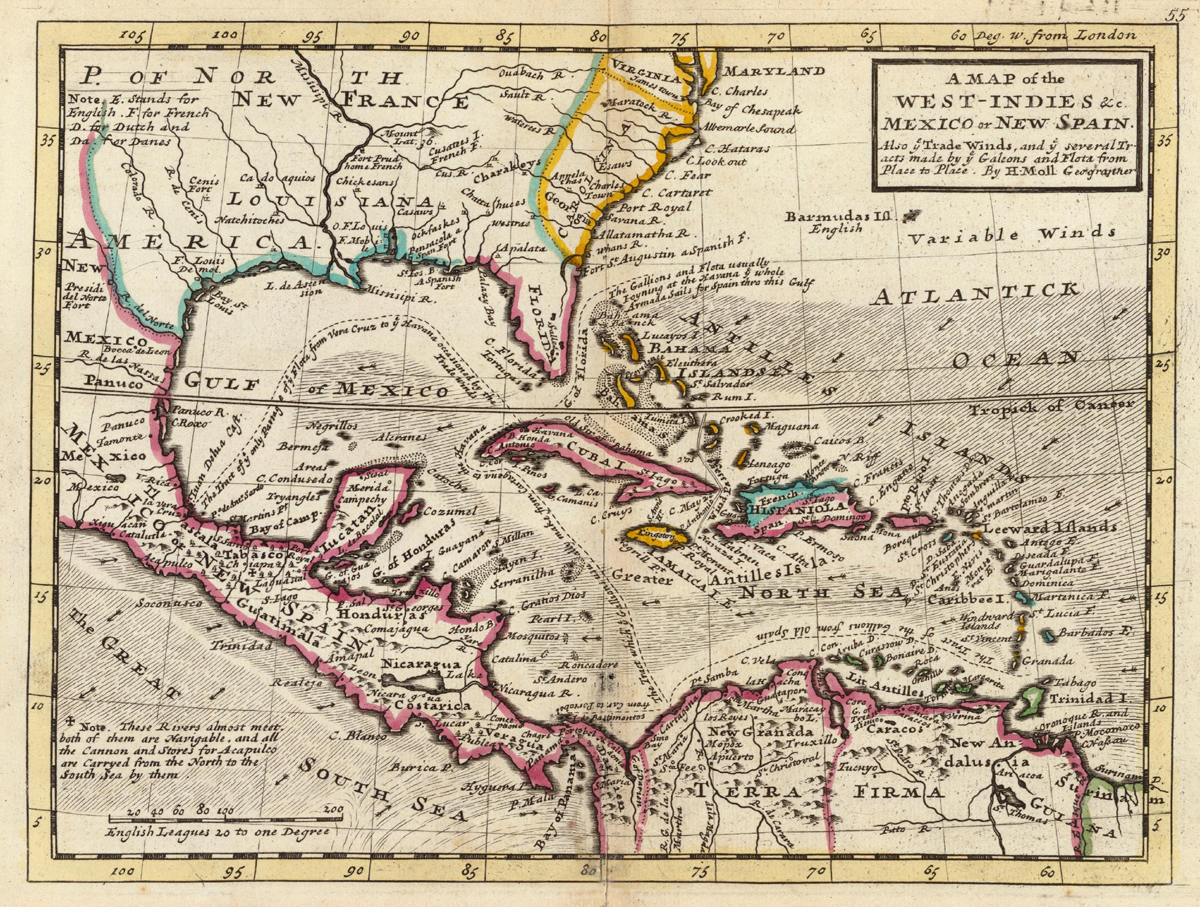
西屬西印度群島地圖

西属西印度群岛（西班牙語：西属安的列斯群岛，西属安的列斯）是对西班牙在加勒比海地区西印度群岛上的殖民地的统称，是西班牙美洲殖民地的一部分。在新西班牙（墨西哥）独立前，西属西印度群岛大部分归属新西班牙总督区管辖。
它包含有现在以下地区或国家：古巴、海地、多米尼加、波多黎各、聖馬丁島、維京群島、安圭拉、蒙哲臘、瓜德羅普及小安地列斯群島、牙买加、开曼群岛、特立尼达、海湾群岛。

### 主权变动
- 海湾群岛于1643年割让给英国，1860年并入洪都拉斯。
- 牙买加于1655年被英国占领，1670年马德里条约确认英国的占领。
- 开曼群岛于1655年被英国占领，1670年马德里条约确认英国的占领。
- 海地根据1697年里斯维克条约割让给法国。
- 特立尼达于1797年被英国占领，1802年亚眠和约确认英国的占领。
- 多米尼加于1844年宣布独立。
- 古巴于1898年被美国占领，直到美西战争结束。
- 波多黎各于1898年被美国占领，直到美西战争结束。